# هارد لايت
هارد لايت (بالإنجليزية: Hardlight)‏، هي شركة تطوير ألعاب فيديو بريطانية، تأسست سنة 2012 في مدينة وركشير.